# Charles Wyplosz
Charles André Wyplosz (* 5. September 1947 in Vichy, Département Allier) ist ein französischer Wirtschaftswissenschaftler und Hochschullehrer.

## Werdegang, Forschung und Lehre
Wyplosz studierte bis 1970 Ingenieurwissenschaften und anschließend Statistik an der École Centrale Paris, ehe er zum Ph.D.-Studium der Volkswirtschaft an die Harvard University ging. Nach seinem Abschluss 1978 wechselte er ans Insead, wo er später zum ordentlichen Professor berufen wurde. 1986 ging er an die École des Hautes Études en Sciences Sociales, 1995 folgte er einem Ruf der Universität Genf und wurde Wirtschaftsprofessor am Hochschulinstitut für internationale Studien und Entwicklung.
Im Zentrum der Arbeit Wyploszs stehen Makroökonomie, Finanzpolitik und wirtschaftliche Transition, hierbei schwerpunktmäßig die Europäische Union und die Transformation des Wirtschaftssystems in vormals kommunistischen Ländern. Insbesondere im Zuge der Finanzkrise ab 2007 konzentrierte er sich zudem auf die Auseinandersetzung mit Finanzkrisen und der europäischen Währungsintegration.
Als Berater war Wyplosz unter anderem für die Europäische Kommission, den Internationalen Währungsfonds, die Weltbank und die Vereinten Nationen tätig.
Er ist Ritter der Ehrenlegion.

## Werke
Die folgende Auflistung gibt von Wyplosz veröffentlichte Bücher wieder, zudem hat er zahlreiche Zeitschriftenartikel und Arbeitspapiere verfasst.
- mit Pascal Riché: L’unification monétaire de l’Europe. 1993
- mit Olivier Blanchard und Jean Pisani-Ferry: L’Europe déclassée. 2005
- mit Michael C. Burda: Makroökonomie. 2006
- mit Zaki Laïdi: Les 20 chantiers de l’Elysée. Propositions pour 2007. 2007
- mit Jacques Delpla: La fin des privilèges, payer pour réformer. 2007